# Villalago
Villalago település Olaszországban, Abruzzo régióban, L’Aquila megyében. Lakosainak száma 511 fő (2023. január 1.). Villalago Bisegna, Ortona dei Marsi, Scanno és Anversa degli Abruzzi községekkel határos.

## Népesség
A település lakossága az elmúlt években az alábbi módon változott:
| Lakosok száma | 553  | 551  | 511  |
|               | 2017 | 2018 | 2023 |